# Quartet (Mestre) 2008
Quartet (Mestre) 2008 (Composition 367c) ist ein Album von Anthony Braxton. Die am 1. Juli 2008 im Rahmen des Candiani Summer Fest im Centro Culturale Candiani, Mestre, entstandenen Aufnahmen erschienen 2010 auf Caligola Records.

## Hintergrund
Braxton unternahm 2008 eine Europatournee 2008 mit seiner Formation Diamond Curtain Wall (sowohl in Quartett- wie in Trio-Besetzung). Fünf Vorstellungen fanden zwischen Ende Juni und Anfang Juli statt, in Besançon, Moskau, Mestre, Tivoli und Kongsberg. Zwei davon erschienen auf Tonträger, Quartet (Moscow) 2008 (Leo Records) und Mestre, mit Mary Halvorson (Gitarre), Katherine Young (Fagott) und Taylor Ho Bynum (Kornett, Flügelhorn, Piccolo- und Basstrompete, Ventilposaune).

## Titelliste
- Anthony Braxton: Quartet (Mestre) 2008 (Caligola Records C2135-2)[2]

1. Composition 367c (segment 1) 19:46
2. Composition 367c (segment 2) 22:54
3. Composition 367c (segment 3) 21:39
4. Encore (Mestre) 3:03

Die Kompositionen stammen von Anthony Braxton.

## Rezeption

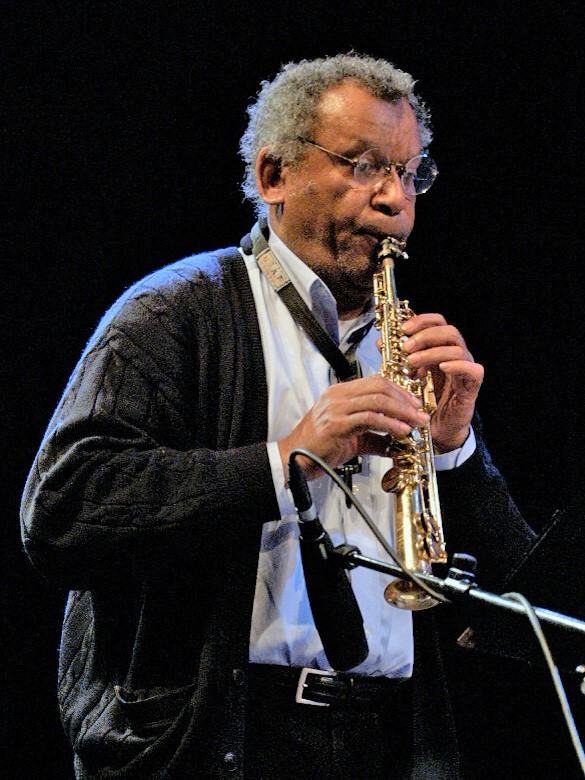
Anthony Braxton beim Moers Festival 2007

Nach Ansicht der italienischen Redaktion von All About Jazz sei der Horror vacui des „Geistes in Trance“ einer neuen Sinnlichkeit gewichen, die aus Zögern, Erwartung, Zurückhaltung und Weichheit bestehe. Es sei zwar richtig, dass die drei für das Diamond Curtain Wall Quartet ausgewählten Musiker, insbesondere Mary Halvorson und Taylor Ho Bynum, inzwischen den Grad der völligen „Braxtonisierung“ erreicht hätten, wie schon zuvor Musiker vom Kaliber eines Gerry Hemingway, Marilyn Crispell und Mark Dresser wie auch Kevin Norton, Joe Fonda und Kevin O’Neil. Tatsächlich seien Braxtons „elektronische“ Eingriffe (die aufgrund einer technischen Panne erst ab einem bestimmten Punkt im Mitschnitt möglich waren) von völliger Diskretion geprägt und würden dem exquisit akustisch-organischen Charakter dieses Quartetts nichts nehmen.
Klangfarbe sei die Essenz der Diamond Curtain Wall, hieß es bei AAJ weiter. Der Wechsel der Holz- und Blechblasinstrumenten von Braxton und Bynum garantiere den ständigen Wechsel der Stimmungen. Halvorsons Gitarre bewege sich zwischen absoluter Reinheit à la Derek Bailey, rhythmischen Passagen mit Schlägen à la Jim Hall (in der Paul-Desmond-Version von einem Braxton geritten) und einem verzerrten Klang, der nach zerkratztem Holz oder Metall klinge. In diesem Spiel der Verkleidungen und (Neu-)Mischungen spiele das immer gleiche Fagott Katherine Youngs „die Rolle des Fremden, des Entfremdenden in einer für den Zuhörer außerordentlich befriedigenden Auflösung von Beziehungsspannungen.“
Braxtons Komposition lasse viel Raum für Solisten; er würde offene Strukturen vorsehen, auf denen die Musiker kompositorisch improvisieren, hieß es in Blog música en espiral. Rollen würden nicht ein für alle Mal definiert; jeder Instrumentalist könne Initiativen ergreifen oder dem von den Partnern vorgezeichneten Weg folgen. Das Fagott von Katherine Young wiederum fungiere als dem Bass ähnliches Instrument und stelle eine fantasievolle klangliche Besonderheit dar. Mary Halvorson sei in jeder Situation die absolute Protagonistin mit der trockenen Phrasierung auf ihrer Gitarre, ihren konkordanten oder dissonanten Arpeggien, mal süß, mal säuerlich, mit starken und majestätischen Interpunktionen, kleinen Arabesken. Braxton greife eine Idee, ein Motiv auf, zerlege es, wiederhole es über einen längeren Zeitraum, lasse es dann stehen und fange es wieder ein, bringe es zum Paroxysmus. Taylor Ho Bynum hingegen finde sich wunderbar in der Rolle des Alter Egos des Holzbläsers [Braxton] wieder, der sich auf der kontinuierlichen Suche nach für die Komposition relevanten Klangeffekten produziert, in absoluter Konzentration im Dialog mit dem „Meister“.